# クラドニ (小惑星)
クラドニ (5053 Chladni) は小惑星帯に位置する小惑星。アリゾナ州フラッグスタッフのローウェル天文台でエドワード・ボーエルが発見した。
音響学の分野に貢献し、隕石の地球外起源説を初めて唱えたドイツの物理学者、エルンスト・クラドニに因んで命名された。